# TVB (azienda)
La Television Broadcasts Limited (電視廣播有限公司T, abbreviato con l'acronimo TVB) è una società operante nel settore delle telecomunicazioni e delle trasmissioni televisiva con sede a Hong Kong.
La compagnia gestisce cinque canali televisivi terrestri in chiaro a Hong Kong, con il canale TVB Jade come principale servizio linguistico cantonese e il canale TVB Pearl come principale canale in lingua inglese. L'azienda è quotata alla borsa di Hong Kong.
La società è stata registrata il 26 luglio 1965 ed è stata cofondata da Sir Run Run Shaw (presidente dal 1980 al 2011) insieme a Sir Douglas Clague e Harold Lee Hsiao-wo. L'attività di trasmissione televisiva è iniziata il 19 novembre 1967.
TVB è noto principalmente per la trasmissione di serie televisive drammatiche e per i concorsi di Miss Hong Kong e Miss Chinese International. Storicamente è stata l'emittente più importante a Hong Kong.

## Programmi televisivi trasmessi
- Death By Zero